# Epepeotes spinosoides
Epepeotes spinosoides là một loài bọ cánh cứng trong họ Cerambycidae.